# Segunda Ronda de la Clasificación de AFC para la Copa Mundial de Fútbol de 2022 y la Copa Asiática 2023
La segunda ronda de la clasificación de AFC para la Copa Mundial de Fútbol de 2022 fue la etapa que determinó a los clasificados a la tercera ronda del torneo clasificatorio de la Confederación Asiática de Fútbol (AFC). Se llevó a cabo del 5 de septiembre de 2019 al 15 de junio de 2021, que originalmente debía finalizar el 9 de junio, luego el 17 de noviembre de 2020, por la situación de pandemia de COVID-19 en Asia y Australia.
Esta fase correspondió también a la segunda ronda de la clasificación para la Copa Asiática 2023.

## Sorteo
El sorteo de la segunda ronda se realizó el 17 de julio de 2019 a las 17:00 hora local (UTC+8) en la sede de AFC en Kuala Lumpur, Malasia, en el estuvieron involucrados las 6 selecciones que resultaron ganadoras en la primera ronda y las 34 selecciones que ingresan en esta etapa del proceso clasificatorio de acuerdo a la lista de equipos participantes.
Catar está clasificada automáticamente al Mundial de 2022 como anfitrión de certamen, participa solamente en la clasificación para la Copa Asiática 2023, mientras que China está clasificada automáticamente a la Copa Asiática 2023 como anfitrión de certamen, participa solamente en la clasificación para el Mundial de 2022.
Entre paréntesis se indica el puesto de cada selección en el ranking FIFA tomado en cuenta y en cursiva los equipos procedentes de la primera ronda.
| Bombo 1 | Bombo 2 | Bombo 3 | Bombo 4 | Bombo 5 |
| --- | --- | --- | --- | --- |
| 1. Irán (20) 2. Japón (28) 3. Corea del Sur (37) 4. Australia (43) 5. Catar (55) 6. Emiratos Árabes Unidos (67) 7. Arabia Saudita (69) 8. China (73) | 9. Irak (77) 10. Uzbekistán (82) 11. Siria (85) 12. Omán (86) 13. Líbano (86) 14. Kirguistán (95) 15. Vietnam (96) 16. Jordania (98) | 17. Palestina (100) 18. India (101) 19. Baréin (110) 20. Tailandia (116) 21. Tayikistán (120) 22. Corea del Norte (122) 23. China Taipéi (125) 24. Filipinas (126) | 25. Turkmenistán (135) 26. Birmania (138) 27. Hong Kong (141) 28. Yemen (144) 29. Afganistán (149) 30. Maldivas (151) 31. Kuwait (156) 32. Malasia (159) | 33. Indonesia (160) 34. Singapur (162) 35. Nepal (165) 36. Camboya (169) 37. Bangladés (183) 38. Mongolia (187) 39. Guam (190) 40. Sri Lanka (201) |

## Formato de competición
En la segunda ronda las 40 selecciones fueron divididas en 8 grupos de 5 equipos, cada equipo jugó dos veces contra los 4 rivales de su grupo en partidos de local y visitante con un sistema de todos contra todos, los equipos fueron clasificados en los grupos según los puntos obtenidos los cuales son otorgados de la siguiente manera:
- 3 puntos por partido ganado.
- 1 punto por partido empatado.
- 0 puntos por partido perdido.

Si dos o más equipos culminaban sus partidos empatados en puntos se aplicaban los siguientes criterios de desempate (de acuerdo a los artículos 20.6 y 20.7 del reglamento de la competición preliminar de la Copa Mundial de la FIFA 2022):
- Mejor diferencia de gol en todos los partidos de grupo.
- Mayor cantidad de goles marcados en todos los partidos de grupo.
- Mayor cantidad de puntos obtenidos en los partidos entre los equipos en cuestión.
- Mejor diferencia de gol resultado de los partidos entre los equipos en cuestión.
- Mayor cantidad de goles marcados en los partidos entre los equipos en cuestión.
- Mayor cantidad de goles marcados en condición de visitante (si el empate es solo entre dos equipos).
- Bajo la aprobación de la Comisión Organizadora de la FIFA, un partido de desempate en un campo neutral con un tiempo extra de dos periodos de 15 minutos y tiros desde el punto penal si fuese necesario.

Los partidos de esta ronda también formaron parte de la clasificación para la Copa Asiática 2023. Los doce equipos que avanzaron a la tercera ronda de clasificación para la Copa Mundial de la FIFA y Catar, como ganador de grupo, se clasificaron automáticamente para la Copa Asiática 2023. Veinticuatro equipos (veintidós que avanzaron directamente y dos que avanzarán de una ronda de play-off adicional) jugarán en la tercera ronda de la clasificación de la Copa Asiática de la AFC para decidir los once equipos restantes. En total, la Copa Asiática de la AFC 2023 contará con 24 equipos.

## Resultados
– Clasificados a la Tercera ronda de la clasificación de AFC para la Copa Mundial de Fútbol de 2022 y a la Copa Asiática 2023.
     – Clasificados a la Tercera ronda de la clasificación para la Copa Asiática 2023.
     – Clasificados a la Ronda de play-offs de la clasificación para la Copa Asiática 2023.

### Grupo A
| Selección | Pts. | PJ | PG | PE | PP | GF | GC | Dif |
| --------- | ---- | -- | -- | -- | -- | -- | -- | --- |
| Siria     | 21   | 8  | 7  | 0  | 1  | 22 | 7  | 15  |
| China(H)  | 19   | 8  | 6  | 1  | 1  | 30 | 3  | 27  |
| Filipinas | 11   | 8  | 3  | 2  | 3  | 12 | 11 | 1   |
| Maldivas  | 7    | 8  | 2  | 1  | 5  | 7  | 20 | −13 |
| Guam      | 0    | 8  | 0  | 0  | 8  | 2  | 32 | −30 |

| 5 de septiembre de 2019 | Guam | 0:1 (0:1)                | Maldivas     | Guam FA Training Center, Dededo                            |                                                            |
| 15:30 (UTC+10)          |      | AFC Reporte FIFA Reporte | Mahudhee 27' | Asistencia: 714 espectadores Árbitro(s): Yaqoub Al-Hammadi | Asistencia: 714 espectadores Árbitro(s): Yaqoub Al-Hammadi |

| 5 de septiembre de 2019 | Filipinas           | 2:5 (1:2)                | Siria                                                                | Estadio Panaad, Bacólod                               |                                                       |
| 19:30 (UTC+8)           | Patiño 6' · Ott 83' | AFC Reporte FIFA Reporte | Al Soma 14', 55' · Mobayed 30' · Al-Khatib 48' (pen.) · Al-Mawas 85' | Asistencia: 2645 espectadores Árbitro(s): Jumpei Iida | Asistencia: 2645 espectadores Árbitro(s): Jumpei Iida |

| 10 de septiembre de 2019 | Guam             | 1:4 (0:2)                | Filipinas                                            | Guam FA Training Center, Dededo                        |                                                        |
| 15:30 (UTC+10)           | Lopez 67' (pen.) | AFC Reporte FIFA Reporte | Guirado 7' · Reichelt 12' · Schröck 71' · Strauß 81' | Asistencia: 1096 espectadores Árbitro(s): Kim Woo-sung | Asistencia: 1096 espectadores Árbitro(s): Kim Woo-sung |

| 10 de septiembre de 2019 | Maldivas | 0:5 (0:2)                | China                                                                   | Estadio Nacional, Malé                                      |                                                             |
| 20:00 (UTC+5)            |          | AFC Reporte FIFA Reporte | Wu Xi 34' · Wu Lei 45' · Yang Xu 64' (pen.) · Elkeson 83' (pen.), 90+1' | Asistencia: 3700 espectadores Árbitro(s): Turki Al-Khudhayr | Asistencia: 3700 espectadores Árbitro(s): Turki Al-Khudhayr |

| 10 de octubre de 2019 | China                                                              | 7:0 (6:0)                | Guam | Estadio Tianhe, Cantón                               |                                                      |
| 20:00 (UTC+8)         | Yang Xu 6', 19', 24', 31' · Wu Lei 17' · Wu Xi 45+1' · Elkeson 75' | AFC Reporte FIFA Reporte |      | Asistencia: 39 987 espectadores Árbitro(s): Ali Reda | Asistencia: 39 987 espectadores Árbitro(s): Ali Reda |

| 10 de octubre de 2016 | Siria            | 2:1 (1:0)                | Maldivas   | Estadio Al-Rashid, Dubái, Emiratos Árabes Unidos           |                                                            |
| 18:00 (UTC+4)         | Al Soma 26', 60' | AFC Reporte FIFA Reporte | Ashfaq 70' | Asistencia: 5500 espectadores Árbitro(s): Nazmi Nasaruddin | Asistencia: 5500 espectadores Árbitro(s): Nazmi Nasaruddin |

| 15 de octubre de 2019 | Filipinas | 0:0                      | China | Estadio Panaad, Bacólod                               |                                                       |
| 20:00 (UTC+8)         |           | AFC Reporte FIFA Reporte |       | Asistencia: 2982 espectadores Árbitro(s): Aziz Asimov | Asistencia: 2982 espectadores Árbitro(s): Aziz Asimov |

| 15 de octubre de 2019 | Siria                                 | 4:0 (2:0)                | Guam | Estadio Al-Shabab, Dubái, Emiratos Árabes Unidos             |                                                              |
| 18:00 (UTC+4)         | Al Soma 3', 44', 83' · Al-Mawas 90+3' | AFC Reporte FIFA Reporte |      | Asistencia: 2050 espectadores Árbitro(s): Dmitriy Mashentsev | Asistencia: 2050 espectadores Árbitro(s): Dmitriy Mashentsev |

| 14 de noviembre de 2019 | Maldivas     | 1:2 (0:0)                | Filipinas               | Estadio Nacional, Malé                                 |                                                        |
| 16:00 (UTC+5)           | Hassan 90+3' | AFC Reporte FIFA Reporte | Ramsay 52' · Strauß 68' | Asistencia: 2700 espectadores Árbitro(s): Ahmed Al-Ali | Asistencia: 2700 espectadores Árbitro(s): Ahmed Al-Ali |

| 14 de noviembre de 2019 | Siria                          | 2:1 (1:1)                | China      | Estadio Al-Shabab, Dubái, Emiratos Árabes Unidos       |                                                        |
| 18:00 (UTC+4)           | Omari 19' · Linpeng 76' (a.g.) | AFC Reporte FIFA Reporte | Wu Lei 30' | Asistencia: 6950 espectadores Árbitro(s): Kim Dae-yong | Asistencia: 6950 espectadores Árbitro(s): Kim Dae-yong |

| 19 de noviembre de 2019 | Maldivas                                       | 3:1 (2:0)                | Guam       | Estadio Nacional, Malé                                      |                                                             |
| 16:00 (UTC+5)           | Samooh 23' · Nicklaw 38' (a.g.) · Ashfaq 90+1' | AFC Reporte FIFA Reporte | Matkin 49' | Asistencia: 2612 espectadores Árbitro(s): Hussein Abo Yehia | Asistencia: 2612 espectadores Árbitro(s): Hussein Abo Yehia |

| 19 de noviembre de 2019 | Siria         | 1:0 (1:0)                | Filipinas | Estadio Al-Shabab, Dubái, Emiratos Árabes Unidos          |                                                           |
| 18:00 (UTC+4)           | Al Salama 23' | AFC Reporte FIFA Reporte |           | Asistencia: 2445 espectadores Árbitro(s): Rowan Arumughan | Asistencia: 2445 espectadores Árbitro(s): Rowan Arumughan |

| 30 de mayo de 2021 | Guam | 0:7 (0:2)                | China                                                                              | Suzhou Olympic Sports Centre, Suzhou, China                  |                                                              |
| 19:30 (UTC+8)      |      | AFC Reporte FIFA Reporte | Wu Lei 20' (pen.), 55' · Jin Jingdao 39' · Wu Xi 61' · Elkeson 65' · Alan 83', 87' | Asistencia: 29 222 espectadores Árbitro(s): Sivakorn Pu-udom | Asistencia: 29 222 espectadores Árbitro(s): Sivakorn Pu-udom |

| 4 de junio de 2021 | Maldivas | 0:4 (0:3)                | Siria                                                      | Estadio Sharjah, Sharjah, Emiratos Árabes Unidos       |                                                        |
| 20:00 (UTC+4)      |          | AFC Reporte FIFA Reporte | Al-Mawas 29', 45+2' (pen.), 71' (pen.) · Aosman 33' (pen.) | Asistencia: 0 espectadores Árbitro(s): Ammar Aljeneibi | Asistencia: 0 espectadores Árbitro(s): Ammar Aljeneibi |

| 7 de junio de 2021 | Guam | 0:3 (0:2)                | Siria                           | Estadio Sharjah, Sharjah, Emiratos Árabes Unidos             |                                                              |
| 18:00 (UTC+4)      |      | AFC Reporte FIFA Reporte | Mardikian 6', 9' · Al-Mawas 84' | Asistencia: 0 espectadores Árbitro(s): Khalid Saleh Alturais | Asistencia: 0 espectadores Árbitro(s): Khalid Saleh Alturais |

| 7 de junio de 2021 | China                              | 2:0 (0:0)                | Filipinas | Estadio Sharjah, Sharjah, Emiratos Árabes Unidos   |                                                    |
| 21:00 (UTC+4)      | Wu Lei 56' (pen.) · Wu Xinghan 65' | AFC Reporte FIFA Reporte |           | Asistencia: 0 espectadores Árbitro(s): Kim Hee-gon | Asistencia: 0 espectadores Árbitro(s): Kim Hee-gon |

| 11 de junio de 2021 | Filipinas                                  | 3:0 (1:0)                | Guam | Estadio Sharjah, Sharjah, Emiratos Árabes Unidos       |                                                        |
| 18:00 (UTC+4)       | Guirado 12' · Winhoffer 60' · Hartmann 88' | AFC Reporte FIFA Reporte |      | Asistencia: 0 espectadores Árbitro(s): Ammar Aljeneibi | Asistencia: 0 espectadores Árbitro(s): Ammar Aljeneibi |

| 11 de junio de 2021 | China                                                                   | 5:0 (2:0)                | Maldivas | Estadio Sharjah, Sharjah, Emiratos Árabes Unidos    |                                                     |
| 21:00 (UTC+4)       | Liu Binbin 5' · Wu Lei 30' · Alan 68' · Zhang Yuning 69' · Tan Long 79' | AFC Reporte FIFA Reporte |          | Asistencia: 0 espectadores Árbitro(s): Al-Ali Ahmad | Asistencia: 0 espectadores Árbitro(s): Al-Ali Ahmad |

| 15 de junio de 2021 | Filipinas   | 1:1 (1:1)                | Maldivas  | Estadio Sharjah, Sharjah, Emiratos Árabes Unidos        |                                                         |
| 18:00 (UTC+4)       | Guirado 19' | AFC Reporte FIFA Reporte | Fasir 25' | Asistencia: 0 espectadores Árbitro(s): Sivakorn Pu-udom | Asistencia: 0 espectadores Árbitro(s): Sivakorn Pu-udom |

| 15 de junio de 2021 | China                                                    | 3:1 (1:0)                | Siria      | Estadio Sharjah, Sharjah, Emiratos Árabes Unidos     |                                                      |
| 21:00 (UTC+4)       | Zhang Xizhe 43' · Wu Lei 69' (pen.) · Zhang Yuning 90+3' | AFC Reporte FIFA Reporte | Aosman 50' | Asistencia: 0 espectadores Árbitro(s): Muhammad Taqi | Asistencia: 0 espectadores Árbitro(s): Muhammad Taqi |

### Grupo B
| Selección    | Pts. | PJ | PG | PE | PP | GF | GC | Dif |
| ------------ | ---- | -- | -- | -- | -- | -- | -- | --- |
| Australia    | 24   | 8  | 8  | 0  | 0  | 28 | 2  | 26  |
| Kuwait       | 14   | 8  | 4  | 2  | 2  | 19 | 6  | 13  |
| Jordania     | 14   | 8  | 4  | 2  | 2  | 13 | 3  | 10  |
| Nepal        | 6    | 8  | 2  | 0  | 6  | 4  | 22 | −18 |
| China Taipéi | 0    | 8  | 0  | 0  | 8  | 4  | 34 | −30 |

| 5 de septiembre de 2019 | China Taipéi | 1:2 (0:2)                | Jordania               | Estadio Municipal, Taipéi                              |                                                        |
| 19:10 (UTC+8)           | Chih-hao 81' | AFC Reporte FIFA Reporte | Faisal 19' · Samir 37' | Asistencia: 5520 espectadores Árbitro(s): Yusuke Araki | Asistencia: 5520 espectadores Árbitro(s): Yusuke Araki |

| 5 de septiembre de 2019 | Kuwait                                                                                          | 7:0 (2:0)                | Nepal | Estadio Al Kuwait Sports Club, Kuwait                  |                                                        |
| 20:00 (UTC+3)           | Nasser 6', 50' · Al Hajeri 13' · Mawei 59' · Al-Mutawa 67' · Abujabarah 90+4' · Al-Musawi 90+7' | AFC Reporte FIFA Reporte |       | Asistencia: 7500 espectadores Árbitro(s): Kim Dae-yong | Asistencia: 7500 espectadores Árbitro(s): Kim Dae-yong |

| 10 de septiembre de 2019 | China Taipéi | 0:2 (0:1)                | Nepal         | Estadio Municipal, Taipéi                                   |                                                             |
| 19:10 (UTC+8)            |              | AFC Reporte FIFA Reporte | Bista 4', 62' | Asistencia: 4780 espectadores Árbitro(s): Yaqoob Abdul Baki | Asistencia: 4780 espectadores Árbitro(s): Yaqoob Abdul Baki |

| 10 de septiembre de 2019 | Kuwait | 0:3 (0:3)                | Australia                 | Estadio Al Kuwait Sports Club, Kuwait                           |                                                                 |
| 18:30 (UTC+3)            |        | AFC Reporte FIFA Reporte | Leckie 7', 30' · Mooy 38' | Asistencia: 11 852 espectadores Árbitro(s): Muhammad Bin Jahari | Asistencia: 11 852 espectadores Árbitro(s): Muhammad Bin Jahari |

| 10 de octubre de 2019 | Australia                                | 5:0 (3:0)                | Nepal | Estadio Canberra, Canberra                                  |                                                             |
| 20:00 (UTC+11)        | Maclaren 6', 19', 90' · Souttar 23', 59' | AFC Reporte FIFA Reporte |       | Asistencia: 18 563 espectadores Árbitro(s): Thoriq Alkatiri | Asistencia: 18 563 espectadores Árbitro(s): Thoriq Alkatiri |

| 10 de octubre de 2019 | Jordania | 0:0                      | Kuwait | Estadio Internacional, Amán                            |                                                        |
| 19:00 (UTC+3)         |          | AFC Reporte FIFA Reporte |        | Asistencia: 10 720 espectadores Árbitro(s): Ryūji Satō | Asistencia: 10 720 espectadores Árbitro(s): Ryūji Satō |

| 15 de octubre de 2019 | China Taipéi | 1:7 (1:4)                | Australia                                                            | Estadio Nacional, Kaohsiung                                   |                                                               |
| 19:40 (UTC+8)         | Yi-wei 21'   | AFC Reporte FIFA Reporte | Taggart 12', 19' · Irvine 34', 37' · Souttar 73', 89' · Maclaren 84' | Asistencia: 3251 espectadores Árbitro(s): Mongkolchai Pechsri | Asistencia: 3251 espectadores Árbitro(s): Mongkolchai Pechsri |

| 15 de octubre de 2019 | Jordania                                      | 3:0 (0:0)                | Nepal | Estadio Internacional, Amán                                 |                                                             |
| 19:00 (UTC+3)         | Shelbaieh 56' (pen.) · Ersan 78' · Faisal 88' | AFC Reporte FIFA Reporte |       | Asistencia: 4863 espectadores Árbitro(s): Sadullo Gulmurodi | Asistencia: 4863 espectadores Árbitro(s): Sadullo Gulmurodi |

| 14 de noviembre de 2019 | Kuwait | 9:0 (2:0)                | China Taipéi | Estadio Al Kuwait Sports Club, Kuwait                              |                                                                    |
| 19:00 (UTC+3)           | Nasser 22', 59' · Al Ansari 42' · Al-Faneeni 49' · Al-Mutawa 55' · Zayid 62' · Al-Khaldi 73' · Wei-chuan 77' (a.g.) · Al-Azemi 81' | AFC Reporte FIFA Reporte |              | Asistencia: 8400 espectadores Árbitro(s): Mohd Amirul Izwan Yaacob | Asistencia: 8400 espectadores Árbitro(s): Mohd Amirul Izwan Yaacob |

| 14 de noviembre de 2019 | Jordania | 0:1 (0:1)                | Australia   | Estadio Rey Abdullah II, Amán                     |                                                   |
| 18:00 (UTC+2)           |          | AFC Reporte FIFA Reporte | Taggart 13' | Asistencia: 9712 espectadores Árbitro(s): Fu Ming | Asistencia: 9712 espectadores Árbitro(s): Fu Ming |

| 19 de noviembre de 2019 | Nepal | 0:1 (0:1)                | Kuwait        | Estadio Changlimithang, Timbu, Bután                      |                                                           |
| 15:00 (UTC+6)           |       | AFC Reporte FIFA Reporte | Al-Mutawa 28' | Asistencia: 2000 espectadores Árbitro(s): Omar Al-Yaqoubi | Asistencia: 2000 espectadores Árbitro(s): Omar Al-Yaqoubi |

| 19 de noviembre de 2019 | Jordania                                                    | 5:0 (3:0)                | China Taipéi | Estadio Rey Abdullah II, Amán                             |                                                           |
| 18:00 (UTC+2)           | Faisal 4', 75' · Ersan 25' · Al-Ajalin 43' · Al-Dardour 62' | FIFA Reporte AFC Reporte |              | Asistencia: 2260 espectadores Árbitro(s): Mohammed Hassan | Asistencia: 2260 espectadores Árbitro(s): Mohammed Hassan |

| 3 de junio de 2021 | Nepal                          | 2:0 (1:0)                | China Taipéi | Estadio Al Kuwait Sports Club, Kuwait, Kuwait       |                                                     |
| 19:00 (UTC+3)      | Bista 3' (pen.) · Shrestha 80' | AFC Reporte FIFA Reporte |              | Asistencia: 0 espectadores Árbitro(s): Kim Woo-sung | Asistencia: 0 espectadores Árbitro(s): Kim Woo-sung |

| 3 de junio de 2021 | Australia                            | 3:0 (2:0)                | Kuwait | Estadio Internacional Jaber Al-Ahmad, Kuwait, Kuwait |                                                    |
| 22:00 (UTC+3)      | Leckie 1' · Irvine 24' · Hrustic 66' | AFC Reporte FIFA Reporte |        | Asistencia: 0 espectadores Árbitro(s): Jumpei Iida   | Asistencia: 0 espectadores Árbitro(s): Jumpei Iida |

| 7 de junio de 2021 | Nepal | 0:3 (0:2)                | Jordania                             | Estadio Al Kuwait Sports Club, Kuwait, Kuwait                   |                                                                 |
| 19:00 (UTC+3)      |       | AFC Reporte FIFA Reporte | Faisal 23' (pen.), 48' · Al-Arab 67' | Asistencia: 0 espectadores Árbitro(s): Mohd Amirul Izwan Yaacob | Asistencia: 0 espectadores Árbitro(s): Mohd Amirul Izwan Yaacob |

| 7 de junio de 2021 | Australia                                                         | 5:1 (3:0)                | China Taipéi    | Estadio Internacional Jaber Al-Ahmad, Kuwait, Kuwait |                                                      |
| 22:00 (UTC+3)      | Souttar 12' · Maclaren 27' (pen.) · Sainsbury 41' · Duke 46', 84' | AFC Reporte FIFA Reporte | Gao Wei-jie 62' | Asistencia: 0 espectadores Árbitro(s): Saoud Al-Adba | Asistencia: 0 espectadores Árbitro(s): Saoud Al-Adba |

| 11 de junio de 2021 | Nepal | 0:3 (0:2)                | Australia                           | Estadio Al Kuwait Sports Club, Kuwait, Kuwait       |                                                     |
| 19:00 (UTC+3)       |       | AFC Reporte FIFA Reporte | Leckie 6' · Karacic 38' · Boyle 57' | Asistencia: 0 espectadores Árbitro(s): Ahmed Al-Kaf | Asistencia: 0 espectadores Árbitro(s): Ahmed Al-Kaf |

| 11 de junio de 2021 | Kuwait | 0:0                      | Jordania | Estadio Internacional Jaber Al-Ahmad, Kuwait, Kuwait   |                                                        |
| 22:00 (UTC+3)       |        | AFC Reporte FIFA Reporte |          | Asistencia: 0 espectadores Árbitro(s): Nawaf Shukralla | Asistencia: 0 espectadores Árbitro(s): Nawaf Shukralla |

| 15 de junio de 2021 | Australia   | 1:0 (0:0)                | Jordania | Estadio Al Kuwait Sports Club, Kuwait, Kuwait       |                                                     |
| 19:00 (UTC+3)       | Souttar 77' | AFC Reporte FIFA Reporte |          | Asistencia: 0 espectadores Árbitro(s): Kim Woo-sung | Asistencia: 0 espectadores Árbitro(s): Kim Woo-sung |

| 15 de junio de 2021 | China Taipéi      | 1:2 (0:1)                | Kuwait          | Estadio Internacional Jaber Al-Ahmad, Kuwait, Kuwait |                                                     |
| 22:00 (UTC+3)       | Wu Chun-ching 51' | AFC Reporte FIFA Reporte | Nasser 14', 71' | Asistencia: 0 espectadores Árbitro(s): Ahmed Al-Kaf  | Asistencia: 0 espectadores Árbitro(s): Ahmed Al-Kaf |

### Grupo C
| Selección | Pts. | PJ | PG | PE | PP | GF | GC | Dif |
| --------- | ---- | -- | -- | -- | -- | -- | -- | --- |
| Irán      | 18   | 8  | 6  | 0  | 2  | 34 | 4  | 30  |
| Irak      | 17   | 8  | 5  | 2  | 1  | 14 | 4  | 10  |
| Baréin    | 15   | 8  | 4  | 3  | 1  | 15 | 4  | 11  |
| Hong Kong | 5    | 8  | 1  | 2  | 5  | 4  | 13 | −9  |
| Camboya   | 1    | 8  | 0  | 1  | 7  | 2  | 44 | −42 |

| 5 de septiembre de 2019 | Camboya      | 1:1 (1:1)                | Hong Kong        | Estadio Olímpico, Nom Pen                                   |                                                             |
| 18:30 (UTC+7)           | Sokpheng 33' | AFC Reporte FIFA Reporte | Tan Chun Lok 16' | Asistencia: 45 500 espectadores Árbitro(s): Ilgiz Tantashev | Asistencia: 45 500 espectadores Árbitro(s): Ilgiz Tantashev |

| 5 de septiembre de 2019 | Baréin      | 1:1 (1:0)                | Irak    | Estadio Nacional, Riffa                                   |                                                           |
| 19:30 (UTC+3)           | Al Aswad 9' | AFC Reporte FIFA Reporte | Ali 85' | Asistencia: 6049 espectadores Árbitro(s): Omar Al-Yaqoubi | Asistencia: 6049 espectadores Árbitro(s): Omar Al-Yaqoubi |

| 10 de septiembre de 2019 | Camboya | 0:1 (0:0)                | Baréin       | Estadio Olímpico, Nom Pen                                       |                                                                 |
| 18:30 (UTC+7)            |         | AFC Reporte FIFA Reporte | Al Aswad 78' | Asistencia: 45 000 espectadores Árbitro(s): Nivon Robesh Gamini | Asistencia: 45 000 espectadores Árbitro(s): Nivon Robesh Gamini |

| 10 de septiembre de 2019 | Hong Kong | 0:2 (0:1)                | Irán                        | Estadio Hong Kong, Wan Chai                                |                                                            |
| 20:00 (UTC+8)            |           | AFC Reporte FIFA Reporte | Azmoun 23' · Ansarifard 54' | Asistencia: 13 942 espectadores Árbitro(s): Yudai Yamamoto | Asistencia: 13 942 espectadores Árbitro(s): Yudai Yamamoto |

| 10 de octubre de 2019 | Irán | 14:0 (7:0)               | Camboya | Estadio Azadi, Teherán                                       |                                                              |
| 17:00 (UTC+3:30)      | Nourollahi 5' · Azmoun 11', 35', 44' · Kanaani 18' · Visal 22' (a.g.) · Ansarifard 40', 48', 60', 88' · Taremi 54' · Mohebi 65', 67' · Mohammadi 85' | AFC Reporte FIFA Reporte |         | Asistencia: 15 823 espectadores Árbitro(s): Pranjal Banerjee | Asistencia: 15 823 espectadores Árbitro(s): Pranjal Banerjee |

| 10 de octubre de 2019 | Irak                       | 2:0 (1:0)                | Hong Kong | Estadio Internacional de Basora, Basora                      |                                                              |
| 19:00 (UTC+3)         | Ali 37' · Adnan 79' (pen.) | AFC Reporte FIFA Reporte |           | Asistencia: 32 340 espectadores Árbitro(s): Ammar Al-Jeneibi | Asistencia: 32 340 espectadores Árbitro(s): Ammar Al-Jeneibi |

| 15 de octubre de 2019 | Camboya | 0:4 (0:2)                | Irak                                           | Estadio Olímpico, Nom Pen                                     |                                                               |
| 18:30 (UTC+7)         |         | AFC Reporte FIFA Reporte | Bayesh 22' · Ali 41' · Attwan 57' · Khalaf 62' | Asistencia: 48 258 espectadores Árbitro(s): Clifford Daypuyat | Asistencia: 48 258 espectadores Árbitro(s): Clifford Daypuyat |

| 15 de octubre de 2019 | Baréin               | 1:0 (0:0)                | Irán | Estadio Nacional, Riffa                                        |                                                                |
| 19:30 (UTC+3)         | Al-Hardan 65' (pen.) | AFC Reporte FIFA Reporte |      | Asistencia: 14 810 espectadores Árbitro(s): Valentin Kovalenko | Asistencia: 14 810 espectadores Árbitro(s): Valentin Kovalenko |

| 14 de noviembre de 2019 | Hong Kong | 0:0                      | Baréin | Estadio Hong Kong, Wan Chai                            |                                                        |
| 20:00 (UTC+8)           |           | AFC Reporte FIFA Reporte |        | Asistencia: 4541 espectadores Árbitro(s): Kim Dong-jin | Asistencia: 4541 espectadores Árbitro(s): Kim Dong-jin |

| 14 de noviembre de 2019 | Irak                  | 2:1 (1:1)                | Irán           | Estadio Internacional, Amán, Jordania                              |                                                                    |
| 16:00 (UTC+2)           | Ali 11' · Abbas 90+2' | AFC Reporte FIFA Reporte | Nourollahi 25' | Asistencia: 13 752 espectadores Árbitro(s): Hettikamkanamge Perera | Asistencia: 13 752 espectadores Árbitro(s): Hettikamkanamge Perera |

| 19 de noviembre de 2019 | Hong Kong            | 2:0 (1:0)                | Camboya | Estadio Hong Kong, Wan Chai                          |                                                      |
| 20:00 (UTC+8)           | Ha 20' · Roberto 83' | AFC Reporte FIFA Reporte |         | Asistencia: 6497 espectadores Árbitro(s): Ali Shaban | Asistencia: 6497 espectadores Árbitro(s): Ali Shaban |

| 19 de noviembre de 2019 | Irak | 0:0                      | Baréin | Estadio Internacional, Amán, Jordania                           |                                                                 |
| 16:00 (UTC+2)           |      | AFC Reporte FIFA Reporte |        | Asistencia: 10 366 espectadores Árbitro(s): Muhammad Bin Jahari | Asistencia: 10 366 espectadores Árbitro(s): Muhammad Bin Jahari |

| 3 de junio de 2021 | Irán                                        | 3:1 (1:0)                | Hong Kong          | Estadio Al Muharraq, Arad, Baréin                      |                                                        |
| 17:30 (UTC+3)      | Gholizadeh 23' · Amiri 61' · Ansarifard 84' | AFC Reporte FIFA Reporte | Cheng Siu Kwan 85' | Asistencia: 0 espectadores Árbitro(s): Adham Makhadmeh | Asistencia: 0 espectadores Árbitro(s): Adham Makhadmeh |

| 3 de junio de 2021 | Baréin                                                                                       | 8:0 (2:0)                | Camboya | Estadio Nacional, Riffa                                |                                                        |
| 19:30 (UTC+3)      | Al Aswad 8', 71' · Al-Romaihi 45+2' · Madan 47', 65' · Al-Shaikh 52' · Abdullatif 75', 90+3' | AFC Reporte FIFA Reporte |         | Asistencia: 0 espectadores Árbitro(s): Hiroyuki Kimura | Asistencia: 0 espectadores Árbitro(s): Hiroyuki Kimura |

| 7 de junio de 2021 | Irak                                                  | 4:1 (3:0)                | Camboya   | Estadio Al Muharraq, Arad, Baréin                        |                                                          |
| 17:30 (UTC+3)      | M. Ali 1' · Resan 23' · Adnan 27' (pen.) · Hadi 90+3' | AFC Reporte FIFA Reporte | Visal 55' | Asistencia: 0 espectadores Árbitro(s): Yaqoob Abdul Baki | Asistencia: 0 espectadores Árbitro(s): Yaqoob Abdul Baki |

| 7 de junio de 2021 | Irán                         | 3:0 (0:0)                | Baréin | Estadio Nacional, Riffa, Baréin                |                                                |
| 19:30 (UTC+3)      | Azmoun 54', 61' · Taremi 79' | AFC Reporte FIFA Reporte |        | Asistencia: 0 espectadores Árbitro(s): Fu Ming | Asistencia: 0 espectadores Árbitro(s): Fu Ming |

| 11 de junio de 2021 | Camboya | 0:10 (0:4)               | Irán | Estadio Ciudad Deportiva Califa, Madinat 'Isa, Baréin |                                                       |
| 17:30 (UTC+3)       |         | AFC Reporte FIFA Reporte | Jahanbakhsh 16' (pen.) · Khalilzadeh 22' · Taremi 27' · Rotana 32' (a.g.) · Mohammadi 58' · Pouraliganji 63' · Ansarifard 77' (pen.) · Rezaei 80', 86' · Ghayedi 84' | Asistencia: 0 espectadores Árbitro(s): Kim Jong-hyeok | Asistencia: 0 espectadores Árbitro(s): Kim Jong-hyeok |

| 11 de junio de 2021 | Hong Kong | 0:1 (0:1)                | Irak      | Estadio Al Muharraq, Arad, Baréin                      |                                                        |
| 19:30 (UTC+3)       |           | AFC Reporte FIFA Reporte | Qasim 13' | Asistencia: 0 espectadores Árbitro(s): Hiroyuki Kimura | Asistencia: 0 espectadores Árbitro(s): Hiroyuki Kimura |

| 15 de junio de 2021 | Irán       | 1:0 (1:0)                | Irak | Estadio Ciudad Deportiva Califa, Madinat 'Isa, Baréin  |                                                        |
| 19:30 (UTC+3)       | Azmoun 35' | AFC Reporte FIFA Reporte |      | Asistencia: 0 espectadores Árbitro(s): Ilgiz Tantashev | Asistencia: 0 espectadores Árbitro(s): Ilgiz Tantashev |

| 15 de junio de 2021 | Baréin                                                  | 4:0 (0:0)                | Hong Kong | Estadio Nacional, Riffa                                  |                                                          |
| 19:30 (UTC+3)       | Saeed 49' · Isa 54' (pen.), 70' · Abdullatif 90' (pen.) | AFC Reporte FIFA Reporte |           | Asistencia: 0 espectadores Árbitro(s): Yaqoob Abdul Baki | Asistencia: 0 espectadores Árbitro(s): Yaqoob Abdul Baki |

### Grupo D
| Selección      | Pts. | PJ | PG | PE | PP | GF | GC | Dif |
| -------------- | ---- | -- | -- | -- | -- | -- | -- | --- |
| Arabia Saudita | 20   | 8  | 6  | 2  | 0  | 22 | 4  | 18  |
| Uzbekistán     | 15   | 8  | 5  | 0  | 3  | 18 | 9  | 9   |
| Palestina      | 10   | 8  | 3  | 1  | 4  | 10 | 10 | 0   |
| Singapur       | 7    | 8  | 2  | 1  | 5  | 7  | 22 | −15 |
| Yemen          | 5    | 8  | 1  | 2  | 5  | 6  | 18 | −12 |

| 5 de septiembre de 2019 | Singapur              | 2:2 (1:2)                | Yemen                      | Estadio Nacional, Singapur                            |                                                       |
| 19:45 (UTC+8)           | Fandi 27' · Ramli 52' | AFC Reporte FIFA Reporte | Al-Matari 34' · Qarawi 45' | Asistencia: 7018 espectadores Árbitro(s): Shaun Evans | Asistencia: 7018 espectadores Árbitro(s): Shaun Evans |

| 5 de septiembre de 2019 | Palestina                | 2:0 (0:0)                | Uzbekistán | Estadio Faisal Al-Husseini, Al-Ram                |                                                   |
| 17:00 (UTC+3)           | Dabbagh 60' · Batran 85' | AFC Reporte FIFA Reporte |            | Asistencia: 6740 espectadores Árbitro(s): Fu Ming | Asistencia: 6740 espectadores Árbitro(s): Fu Ming |

| 10 de septiembre de 2019 | Singapur                  | 2:1 (2:1)                | Palestina | Estadio Jalan Besar, Singapur                          |                                                        |
| 19:45 (UTC+8)            | Hamzah 3' · Baharudin 38' | AFC Reporte FIFA Reporte | Hamed 13' | Asistencia: 6011 espectadores Árbitro(s): Yu Ming-hsun | Asistencia: 6011 espectadores Árbitro(s): Yu Ming-hsun |

| 10 de septiembre de 2019 | Yemen                   | 2:2 (2:1)                | Arabia Saudita               | Estadio Nacional, Riffa, Baréin                            |                                                            |
| 19:00 (UTC+3)            | Qarawi 8' · Al-Dahi 37' | AFC Reporte FIFA Reporte | Bahebri 23' · Al-Dawsari 48' | Asistencia: 3100 espectadores Árbitro(s): Sivakorn Pu-udom | Asistencia: 3100 espectadores Árbitro(s): Sivakorn Pu-udom |

| 10 de octubre de 2019 | Uzbekistán                                                                        | 5:0 (2:0)                | Yemen | Estadio Pakhtakor Markaziy, Taskent                      |                                                          |
| 17:00 (UTC+5)         | Kodirkulov 3' · Shomurodov 33' · Iskanderov 53' · Tukhtakhujaev 72' · Sergeev 90' | AFC Reporte FIFA Reporte |       | Asistencia: 28 571 espectadores Árbitro(s): Hanna Hattab | Asistencia: 28 571 espectadores Árbitro(s): Hanna Hattab |

| 10 de octubre de 2019 | Arabia Saudita                 | 3:0 (1:0)                | Singapur | Estadio Rey Abdullah, Buraydah                          |                                                         |
| 20:00 (UTC+3)         | Asiri 28', 67' · Al-Hamdan 61' | AFC Reporte FIFA Reporte |          | Asistencia: 14 560 espectadores Árbitro(s): Kim Hee-gon | Asistencia: 14 560 espectadores Árbitro(s): Kim Hee-gon |

| 15 de octubre de 2019 | Singapur    | 1:3 (1:1)                | Uzbekistán                          | Estadio Nacional, Singapur                             |                                                        |
| 19:45 (UTC+8])        | Fandi 45+1' | AFC Reporte FIFA Reporte | Ajmédov 15' · Shomurodov 51', 90+2' | Asistencia: 12 47 espectadores Árbitro(s): Shen Yinhao | Asistencia: 12 47 espectadores Árbitro(s): Shen Yinhao |

| 15 de octubre de 2019 | Palestina | 0:0                      | Arabia Saudita | Estadio Faisal Al-Husseini, Al-Ram                       |                                                          |
| 16:00 (UTC+3)         |           | AFC Reporte FIFA Reporte |                | Asistencia: 12 000 espectadores Árbitro(s): Ahmed Al-Kaf | Asistencia: 12 000 espectadores Árbitro(s): Ahmed Al-Kaf |

| 14 de noviembre de 2019 | Uzbekistán                           | 2:3 (1:1)                | Arabia Saudita                            | Estadio Pakhtakor Markaziy, Taskent                    |                                                        |
| 17:00 (UTC+5)           | Shomurodov 16' · Shukurov 56' (pen.) | AFC Reporte FIFA Reporte | Al-Faraj 23' (pen.), 85' · Al-Dawsari 89' | Asistencia: 31 524 espectadores Árbitro(s): Ryūji Satō | Asistencia: 31 524 espectadores Árbitro(s): Ryūji Satō |

| 14 de noviembre de 2019 | Yemen       | 1:0 (0:0)                | Palestina | Estadio Al Muharraq, Arad, Baréin                        |                                                          |
| 18:00 (UTC+3)           | Al-Dahi 54' | AFC Reporte FIFA Reporte |           | Asistencia: 530 espectadores Árbitro(s): Adham Makhadmeh | Asistencia: 530 espectadores Árbitro(s): Adham Makhadmeh |

| 19 de noviembre de 2019 | Uzbekistán          | 2:0 (1:0)                | Palestina | Estadio Pakhtakor Markaziy, Taskent                         |                                                             |
| 17:00 (UTC+5)           | Shomurodov 18', 58' | AFC Reporte FIFA Reporte |           | Asistencia: 19 143 espectadores Árbitro(s): Nawaf Shukralla | Asistencia: 19 143 espectadores Árbitro(s): Nawaf Shukralla |

| 19 de noviembre de 2019 | Yemen           | 1:2 (0:1)                | Singapur            | Estadio Al Muharraq, Arad, Baréin                    |                                                      |
| 18:00 (UTC+3)           | Al-Gahwashi 85' | AFC Reporte FIFA Reporte | Fandi 19' · Nor 52' | Asistencia: 650 espectadores Árbitro(s): Minoru Tōjō | Asistencia: 650 espectadores Árbitro(s): Minoru Tōjō |

| 3 de junio de 2021 | Palestina                                              | 4:0 (3:0)                | Singapur | Estadio Rey Fahd, Riad, Arabia Saudita                    |                                                           |
| 21:00 (UTC+3)      | Seyam 19' (pen.), 30' (pen.) · Dabbagh 23' · Hamed 85' | AFC Reporte FIFA Reporte |          | Asistencia: 294 espectadores Árbitro(s): Mohammed Abdulla | Asistencia: 294 espectadores Árbitro(s): Mohammed Abdulla |

| 5 de junio de 2021 | Arabia Saudita                       | 3:0 (3:0)                | Yemen | Estadio de la Universidad Rey Saúd, Riad                      |                                                               |
| 21:00 (UTC+3)      | Al-Dawsari 4' · Al-Muwallad 17', 32' | AFC Reporte FIFA Reporte |       | Asistencia: 4382 espectadores Árbitro(s): Nivon Robesh Gamini | Asistencia: 4382 espectadores Árbitro(s): Nivon Robesh Gamini |

| 30 de marzo de 2021 | Arabia Saudita                                                                 | 5:0 (2:0)                | Palestina | Estadio Universidad Rey Saúd, Riad                          |                                                             |
| 20:30 (UTC+3)       | Al-Shahrani 37' · Al-Muwallad 43' · Al-Shehri 52', 58' · Al-Dawsari 88' (pen.) | AFC Reporte FIFA Reporte |           | Asistencia: 1 espectadores Árbitro(s): Mohanad Qasim Sarray | Asistencia: 1 espectadores Árbitro(s): Mohanad Qasim Sarray |

| 7 de junio de 2021 | Uzbekistán                                                              | 5:0 (3:0)                | Singapur | Estadio Rey Fahd, Riad, Arabia Saudita                |                                                       |
| 21:00 (UTC+3)      | Masharipov 6', 34' · Shomurodov 45+1' · Akhmedov 50' · Fandi 88' (a.g.) | AFC Reporte FIFA Reporte |          | Asistencia: 75 espectadores Árbitro(s): Ali Abdulnabi | Asistencia: 75 espectadores Árbitro(s): Ali Abdulnabi |

| 11 de junio de 2021 | Yemen | 0:1 (0:1)                | Uzbekistán            | Estadio Rey Fahd, Riad, Arabia Saudita                    |                                                           |
| 21:00 (UTC+3)       |       | AFC Reporte FIFA Reporte | Masharipov 19' (pen.) | Asistencia: 230 espectadores Árbitro(s): Mohammed Abdulla | Asistencia: 230 espectadores Árbitro(s): Mohammed Abdulla |

| 11 de junio de 2021 | Singapur | 0:3 (0:0)                | Arabia Saudita                                     | Estadio de la Universidad Rey Saúd, Riad, Arabia Saudita |                                                         |
| 21:00 (UTC+3)       |          | AFC Reporte FIFA Reporte | Al-Dawsari 84' · Al-Muwallad 86' · Al-Shehri 90+6' | Asistencia: 4879 espectadores Árbitro(s): Mohanad Qasim  | Asistencia: 4879 espectadores Árbitro(s): Mohanad Qasim |

| 15 de junio de 2021 | Arabia Saudita                    | 3:0 (2:0)                | Uzbekistán | Estadio de la Universidad Rey Saúd, Riad               |                                                        |
| 21:00 (UTC+3)       | Al-Faraj 25', 33' · Al-Hassan 62' | AFC Reporte FIFA Reporte |            | Asistencia: 6339 espectadores Árbitro(s): Ko Hyung-jin | Asistencia: 6339 espectadores Árbitro(s): Ko Hyung-jin |

| 15 de junio de 2021 | Palestina                      | 3:0 (2:0)                | Yemen | Estadio Rey Fahd, Riad, Arabia Saudita                     |                                                            |
| 21:00 (UTC+3)       | Dabbagh 43', 84' · Hamed 45+3' | AFC Reporte FIFA Reporte |       | Asistencia: 430 espectadores Árbitro(s): Masoud Tufayelieh | Asistencia: 430 espectadores Árbitro(s): Masoud Tufayelieh |

### Grupo E
| Selección  | Pts. | PJ | PG | PE | PP | GF | GC | Dif |
| ---------- | ---- | -- | -- | -- | -- | -- | -- | --- |
| Catar(H)   | 22   | 8  | 7  | 1  | 0  | 18 | 1  | 17  |
| Omán       | 18   | 8  | 6  | 0  | 2  | 16 | 6  | 10  |
| India      | 7    | 8  | 1  | 4  | 3  | 6  | 7  | −1  |
| Afganistán | 6    | 8  | 1  | 3  | 4  | 5  | 15 | −10 |
| Bangladés  | 2    | 8  | 0  | 2  | 6  | 3  | 19 | −16 |

| 5 de septiembre de 2019 | India       | 1:2 (1:0)                | Omán              | Estadio Atlético Indira Gandhi, Guwahati                      |                                                               |
| 19:30 (UTC+5:30)        | Chhetri 24' | AFC Reporte FIFA Reporte | Al-Alawi 82', 90' | Asistencia: 22 798 espectadores Árbitro(s): Mooud Bonyadifard | Asistencia: 22 798 espectadores Árbitro(s): Mooud Bonyadifard |

| 5 de septiembre de 2019 | Catar                                                          | 6:0 (4:0)                | Afganistán | Estadio Jassim bin Hamad, Doha                          |                                                         |
| 19:30 (UTC+3)           | A. Ali 4', 10', 51' · Al-Haydos 13' · Hassan 34' · Khoukhi 67' | AFC Reporte FIFA Reporte |            | Asistencia: 10 950 espectadores Árbitro(s): Aziz Asimov | Asistencia: 10 950 espectadores Árbitro(s): Aziz Asimov |

| 10 de septiembre de 2019 | Afganistán | 1:0 (1:0)                | Bangladés | Estadio Pamir, Dusambé, Tayikistán                  |                                                     |
| 19:00 (UTC+5)            | Noor 27'   | AFC Reporte FIFA Reporte |           | Asistencia: 5000 espectadores Árbitro(s): Zhang Lei | Asistencia: 5000 espectadores Árbitro(s): Zhang Lei |

| 10 de septiembre de 2019 | Catar | 0:0                      | India | Estadio Jassim bin Hamad, Doha                               |                                                              |
| 19:30 (UTC+3)            |       | AFC Reporte FIFA Reporte |       | Asistencia: 12 020 espectadores Árbitro(s): Nazmi Nasaruddin | Asistencia: 12 020 espectadores Árbitro(s): Nazmi Nasaruddin |

| 10 de octubre de 2019 | Bangladés | 0:2 (0:1)                | Catar                         | Estadio Nacional, Daca                                    |                                                           |
| 19:00 (UTC+6)         |           | AFC Reporte FIFA Reporte | Abdurisag 28' · Boudiaf 90+2' | Asistencia: 25 570 espectadores Árbitro(s): Bijan Heidari | Asistencia: 25 570 espectadores Árbitro(s): Bijan Heidari |

| 10 de octubre de 2019 | Omán                                         | 3:0 (2:0)                | Afganistán | Estadio Al-Seeb, Seeb                                    |                                                          |
| 19:00 (UTC+4)         | Al-Muqbali 27', 38' · Al-Ghassani 61' (pen.) | AFC Reporte FIFA Reporte |            | Asistencia: 10 000 espectadores Árbitro(s): Ahmed Al-Ali | Asistencia: 10 000 espectadores Árbitro(s): Ahmed Al-Ali |

| 15 de octubre de 2019 | India    | 1:1 (0:1)                | Bangladés | Yuva Bharati Krirangan, Calcuta                               |                                                               |
| 19:30 (UTC+5:30)      | Khan 88' | AFC Reporte FIFA Reporte | Uddin 42' | Asistencia: 53 286 espectadores Árbitro(s): Masoud Tufayelieh | Asistencia: 53 286 espectadores Árbitro(s): Masoud Tufayelieh |

| 15 de octubre de 2019 | Catar                 | 2:1 (1:0)                | Omán            | Estadio Al Janoub, Al Wakrah                        |                                                     |
| 19:30 (UTC+3)         | Ak. Afif 2' · Ali 71' | AFC Reporte FIFA Reporte | R. Al-Alawi 63' | Asistencia: 26 731 espectadores Árbitro(s): Fu Ming | Asistencia: 26 731 espectadores Árbitro(s): Fu Ming |

| 14 de noviembre de 2019 | Afganistán   | 1:1 (1:0)                | India         | Estadio Pamir, Dusambé, Tayikistán                     |                                                        |
| 19:00 (UTC+5)           | Nazary 45+1' | AFC Reporte FIFA Reporte | Doungel 90+3' | Asistencia: 8100 espectadores Árbitro(s): Yu Ming-hsun | Asistencia: 8100 espectadores Árbitro(s): Yu Ming-hsun |

| 14 de noviembre de 2019 | Omán                                                              | 4:1 (0:0)                | Bangladés | CD del Sultan Qaboos, Mascate                            |                                                          |
| 19:00 (UTC+4)           | Al-Khaldi 48' · R. Al-Alawi 68' · A. Al-Alawi 78' · Al-Hidi 90+1' | AFC Reporte FIFA Reporte | Ahmed 81' | Asistencia: 24 000 espectadores Árbitro(s): Hanna Hattab | Asistencia: 24 000 espectadores Árbitro(s): Hanna Hattab |

| 19 de noviembre de 2019 | Afganistán | 0:1 (0:0)                | Catar           | Estadio Pamir, Dusambé, Tayikistán                        |                                                           |
| 19:00 (UTC+5)           |            | AFC Reporte FIFA Reporte | Afif 76' (pen.) | Asistencia: 6000 espectadores Árbitro(s): Timur Faizullin | Asistencia: 6000 espectadores Árbitro(s): Timur Faizullin |

| 19 de noviembre de 2019 | Omán            | 1:0 (1:0)                | India | CD del Sultan Qaboos, Mascate                                   |                                                                 |
| 19:00 (UTC+4)           | Al-Ghassani 33' | AFC Reporte FIFA Reporte |       | Asistencia: 24 250 espectadores Árbitro(s): Nivon Robesh Gamini | Asistencia: 24 250 espectadores Árbitro(s): Nivon Robesh Gamini |

| 3 de junio de 2021 | Bangladés  | 1:1 (0:0)                | Afganistán  | Estadio Jassim bin Hamad, Doha, Catar                      |                                                            |
| 17:00 (UTC+3)      | Barman 83' | AFC Reporte FIFA Reporte | Sharifi 47' | Asistencia: 300 espectadores Árbitro(s): Mooud Bonyadifard | Asistencia: 300 espectadores Árbitro(s): Mooud Bonyadifard |

| 3 de junio de 2021 | India | 0:1 (0:1)                | Catar     | Estadio Jassim bin Hamad, Doha, Catar             |                                                   |
| 20:00 (UTC+3)      |       | AFC Reporte FIFA Reporte | Hatem 32' | Asistencia: 2022 espectadores Árbitro(s): Ma Ning | Asistencia: 2022 espectadores Árbitro(s): Ma Ning |

| 7 de junio de 2021 | Bangladés | 0:2 (0:0)                | India              | Estadio Jassim bin Hamad, Doha, Catar                |                                                      |
| 17:00 (UTC+3)      |           | AFC Reporte FIFA Reporte | Chhetri 79', 90+2' | Asistencia: 495 espectadores Árbitro(s): Zaid Thamer | Asistencia: 495 espectadores Árbitro(s): Zaid Thamer |

| 7 de junio de 2021 | Omán | 0:1 (0:1)                | Catar                | Estadio Jassim bin Hamad, Doha, Catar                            |                                                                  |
| 20:00 (UTC+3)      |      | AFC Reporte FIFA Reporte | Al-Haidos 39' (pen.) | Asistencia: 1559 espectadores Árbitro(s): Hettikamkanamge Perera | Asistencia: 1559 espectadores Árbitro(s): Hettikamkanamge Perera |

| 4 de diciembre de 2020 | Catar                                            | 5:0 (2:0)                | Bangladés | Estadio Jassim bin Hamad, Doha                                     |                                                                    |
| 19:00 (UTC+3)          | Hatem 9' · Afif 33', 90+2' · Ali 72' (pen.), 78' | AFC Reporte FIFA Reporte |           | Asistencia: 1044 espectadores Árbitro(s): Mohd Amirul Izwan Yaacob | Asistencia: 1044 espectadores Árbitro(s): Mohd Amirul Izwan Yaacob |

| 11 de junio de 2021 | Afganistán   | 1:2 (1:1)                | Omán           | Estadio Jassim bin Hamad, Doha, Catar            |                                                  |
| 20:00 (UTC+3)       | Popalzay 23' | AFC Reporte FIFA Reporte | Fawaz 13', 51' | Asistencia: 183 espectadores Árbitro(s): Ma Ning | Asistencia: 183 espectadores Árbitro(s): Ma Ning |

| 15 de junio de 2021 | India            | 1:1 (0:0)                | Afganistán | Estadio Jassim bin Hamad, Doha, Catar             |                                                   |
| 17:00 (UTC+3)       | Azizi 75' (a.g.) | AFC Reporte FIFA Reporte | Zamani 81' | Asistencia: 603 espectadores Árbitro(s): Ali Reda | Asistencia: 603 espectadores Árbitro(s): Ali Reda |

| 15 de junio de 2021 | Bangladés | 0:3 (0:1)                | Omán                              | Estadio Jassim bin Hamad, Doha, Catar               |                                                     |
| 20:10 (UTC+3)       |           | AFC Reporte FIFA Reporte | Al-Ghafri 22' · Al-Hajri 60', 80' | Asistencia: 885 espectadores Árbitro(s): Ali Shaban | Asistencia: 885 espectadores Árbitro(s): Ali Shaban |

### Grupo F
| Selección  | Pts. | PJ | PG | PE | PP | GF | GC | Dif |
| ---------- | ---- | -- | -- | -- | -- | -- | -- | --- |
| Japón      | 24   | 8  | 8  | 0  | 0  | 46 | 2  | 44  |
| Tayikistán | 13   | 8  | 4  | 1  | 3  | 14 | 12 | 2   |
| Kirguistán | 10   | 8  | 3  | 1  | 4  | 19 | 12 | 7   |
| Mongolia   | 6    | 8  | 2  | 0  | 6  | 3  | 27 | −24 |
| Birmania   | 6    | 8  | 2  | 0  | 6  | 6  | 35 | −29 |

| 5 de septiembre de 2019 | Mongolia   | 1:0 (1:0)                | Birmania | Centro de Fútbol de la FFM, Ulán Bator                    |                                                           |
| 17:00 (UTC+8)           | Amaraa 17' | AFC Reporte FIFA Reporte |          | Asistencia: 3221 espectadores Árbitro(s): Rowan Arumughan | Asistencia: 3221 espectadores Árbitro(s): Rowan Arumughan |

| 5 de septiembre de 2019 | Tayikistán       | 1:0 (1:0)                | Kirguistán | Estadio Pamir, Dusambé                                      |                                                             |
| 19:00 (UTC+5)           | A. Dzhalilov 41' | AFC Reporte FIFA Reporte |            | Asistencia: 17 800 espectadores Árbitro(s): Adham Makhadmeh | Asistencia: 17 800 espectadores Árbitro(s): Adham Makhadmeh |

| 10 de septiembre de 2019 | Mongolia | 0:1 (0:0)                | Tayikistán      | Centro de Fútbol de la FFM, Ulán Bator                 |                                                        |
| 17:00 (UTC+8)            |          | AFC Reporte FIFA Reporte | D. Ergashev 81' | Asistencia: 3455 espectadores Árbitro(s): Hanna Hattab | Asistencia: 3455 espectadores Árbitro(s): Hanna Hattab |

| 10 de septiembre de 2019 | Birmania | 0:2 (0:2)                | Japón                       | Estadio Thuwunna, Rangún                                         |                                                                  |
| 18:50 (UTC+6:30)         |          | AFC Reporte FIFA Reporte | Nakajima 16' · Minamino 26' | Asistencia: 25 500 espectadores Árbitro(s): Ahmad Yacoub Ibrahim | Asistencia: 25 500 espectadores Árbitro(s): Ahmad Yacoub Ibrahim |

| 10 de octubre de 2019 | Japón                                                                         | 6:0 (4:0)                | Mongolia | Estadio Saitama 2002, Saitama                               |                                                             |
| 19:35 (UTC+9)         | Minamino 22' · Yoshida 29' · Nagatomo 33' · Nagai 40' · Endo 57' · Kamada 82' | AFC Reporte FIFA Reporte |          | Asistencia: 43 122 espectadores Árbitro(s): Chae Sang-hyeop | Asistencia: 43 122 espectadores Árbitro(s): Chae Sang-hyeop |

| 10 de octubre de 2019 | Kirguistán                                                                    | 7:0 (5:0)                | Birmania | Estadio Spartak, Biskek                                         |                                                                 |
| 20:30 (UTC+6)         | Bernhardt 5', 10', 87' (pen.) · Shukurov 20', 71' · Alykulov 26' · Kichin 45' | AFC Reporte FIFA Reporte |          | Asistencia: 13 000 espectadores Árbitro(s): Omar Mohamed Al-Ali | Asistencia: 13 000 espectadores Árbitro(s): Omar Mohamed Al-Ali |

| 15 de octubre de 2019 | Mongolia             | 1:2 (0:2)                | Kirguistán                 | Centro de Fútbol de la FFM, Ulán Bator                      |                                                             |
| 16:00 (UTC+8)         | Tsedenbal 57' (pen.) | AFC Reporte FIFA Reporte | Alykulov 13' · Murzaev 42' | Asistencia: 2182 espectadores Árbitro(s): Hussein Abo Yehia | Asistencia: 2182 espectadores Árbitro(s): Hussein Abo Yehia |

| 15 de octubre de 2019 | Tayikistán | 0:3 (0:0)                | Japón                         | Estadio Pamir, Dusambé                                  |                                                         |
| 17:15 (UTC+5)         |            | AFC Reporte FIFA Reporte | Minamino 53', 55' · Asano 82' | Asistencia: 19 100 espectadores Árbitro(s): Zaid Thamer | Asistencia: 19 100 espectadores Árbitro(s): Zaid Thamer |

| 14 de noviembre de 2019 | Birmania                                                     | 4:3 (2:1)                | Tayikistán                                 | Estadio Mandalarthiri, Mandalay                             |                                                             |
| 17:00 (UTC+6:30)        | Suan Lam Mang 10', 41' · Aung Thu 48' · Maung Maung Lwin 63' | AFC Reporte FIFA Reporte | M. Dzhalilov 36' (pen.), 76' · Vosiyev 57' | Asistencia: 7365 espectadores Árbitro(s): Masoud Tufayelieh | Asistencia: 7365 espectadores Árbitro(s): Masoud Tufayelieh |

| 14 de noviembre de 2019 | Kirguistán | 0:2 (0:1)                | Japón                               | Estadio Spartak, Biskek                                       |                                                               |
| 17:18 (UTC+6)           |            | AFC Reporte FIFA Reporte | Minamino 41' (pen.) · Haraguchi 54' | Asistencia: 17 543 espectadores Árbitro(s): Mohammed Al-Hoish | Asistencia: 17 543 espectadores Árbitro(s): Mohammed Al-Hoish |

| 19 de noviembre de 2019 | Birmania         | 1:0 (1:0)                | Mongolia | Estadio Mandalarthiri, Mandalay                              |                                                              |
| 17:00 (UTC+6:30)        | Hlaing Bo Bo 17' | AFC Reporte FIFA Reporte |          | Asistencia: 17 468 espectadores Árbitro(s): Nazmi Nasaruddin | Asistencia: 17 468 espectadores Árbitro(s): Nazmi Nasaruddin |

| 19 de noviembre de 2019 | Kirguistán   | 1:1 (0:1)                | Tayikistán   | Estadio Spartak, Biskek                                           |                                                                   |
| 20:00 (UTC+6)           | Kozubaev 83' | AFC Reporte FIFA Reporte | Ergashev 17' | Asistencia: 17 873 espectadores Árbitro(s): Abdulrahman Al-Jassim | Asistencia: 17 873 espectadores Árbitro(s): Abdulrahman Al-Jassim |

| 25 de marzo de 2021 | Tayikistán                                      | 3:0 (1:0)                | Mongolia | Estadio Pamir, Dusambé                                 |                                                        |
| 18:00 (UTC+5)       | M. Dzhalilov 3' · A. Dzhalilov 50' · Samiev 87' | AFC Reporte FIFA Reporte |          | Asistencia: 9300 espectadores Árbitro(s): Ali Al Qaysi | Asistencia: 9300 espectadores Árbitro(s): Ali Al Qaysi |

| 28 de mayo de 2021 | Japón                                                                                           | 10:0 (4:0)               | Birmania | Fukuda Denshi Arena, Chiba                          |                                                     |
| 19:20 (UTC+9)      | Minamino 8', 66' · Osako 22', 30' (pen.), 36', 49', 88' · Morita 56' · Kamada 84' · Itakura 90' | AFC Reporte FIFA Reporte |          | Asistencia: 0 espectadores Árbitro(s): Hasan Akrami | Asistencia: 0 espectadores Árbitro(s): Hasan Akrami |

| 7 de junio de 2021 | Kirguistán | 0:1 (0:1)                | Mongolia      | Estadio Nagai, Osaka, Japón                         |                                                     |
| 16:00 (UTC+9)      |            | AFC Reporte FIFA Reporte | Mijiddorj 34' | Asistencia: 0 espectadores Árbitro(s): Yu Ming-hsun | Asistencia: 0 espectadores Árbitro(s): Yu Ming-hsun |

| 7 de junio de 2021 | Japón                                                    | 4:1 (2:1)                | Tayikistán    | Estadio Panasonic Suita, Suita                               |                                                              |
| 19:30 (UTC+9)      | Furuhashi 6' · Minamino 40' · Hashimoto 51' · Kawabe 71' | AFC Reporte FIFA Reporte | Panjshanbe 9' | Asistencia: 0 espectadores Árbitro(s): Abdulrahman Al-Jassim | Asistencia: 0 espectadores Árbitro(s): Abdulrahman Al-Jassim |

| 30 de marzo de 2021 | Mongolia | 0:14 (0:5)               | Japón | Fukuda Denshi Arena, Chiba, Japón                          |                                                            |
| 19:30 (UTC+9)       |          | AFC Reporte FIFA Reporte | Minamino 13' · Ōsako 23', 55', 90+2' · Kamada 26' · Morita 33' · Tuyaa 39' (a.g.) · Inagaki 68', 90+3' · Ito 73', 79' · Furuhashi 78', 86' · Asano 90+1' | Asistencia: 0 espectadores Árbitro(s): Omar Mohamed Al Ali | Asistencia: 0 espectadores Árbitro(s): Omar Mohamed Al Ali |

| 11 de junio de 2021 | Birmania         | 1:8 (0:5)                | Kirguistán                                                                                           | Estadio Nagai, Osaka, Japón                               |                                                           |
| 16:00 (UTC+9)       | Hlaing Bo Bo 69' | AFC Reporte FIFA Reporte | Rustamov 22' · Alykulov 29' · Musabekov 34' · Shukurov 45' · Murzaev 45+2', 61', 78' · Bokoleyev 63' | Asistencia: 0 espectadores Árbitro(s): Hussein Abou Yehya | Asistencia: 0 espectadores Árbitro(s): Hussein Abou Yehya |

| 15 de junio de 2021 | Japón                                                | 5:1 (3:1)                | Kirguistán           | Estadio Panasonic Suita, Suita                         |                                                        |
| 19:25 (UTC+9)       | Onaiwu 27' (pen.), 31', 33' · Sasaki 72' · Asano 77' | AFC Reporte FIFA Reporte | Murzaev 45+2' (pen.) | Asistencia: 0 espectadores Árbitro(s): Omar Al-Yaqoubi | Asistencia: 0 espectadores Árbitro(s): Omar Al-Yaqoubi |

| 15 de junio de 2021 | Tayikistán                                             | 4:0 (1:0)                | Birmania | Estadio Nagai, Osaka, Japón                                |                                                            |
| 19:25 (UTC+9)       | Tursunov 34' · Dzhalilov 53' · Boboev 78' · Samiev 87' | AFC Reporte FIFA Reporte |          | Asistencia: 0 espectadores Árbitro(s): Omar Mohamed Al-Ali | Asistencia: 0 espectadores Árbitro(s): Omar Mohamed Al-Ali |

### Grupo G
| Selección              | Pts. | PJ | PG | PE | PP | GF | GC | Dif |
| ---------------------- | ---- | -- | -- | -- | -- | -- | -- | --- |
| Emiratos Árabes Unidos | 18   | 8  | 6  | 0  | 2  | 23 | 7  | 16  |
| Vietnam                | 17   | 8  | 5  | 2  | 1  | 13 | 5  | 8   |
| Malasia                | 12   | 8  | 4  | 0  | 4  | 10 | 12 | −2  |
| Tailandia              | 9    | 8  | 2  | 3  | 3  | 9  | 9  | 0   |
| Indonesia              | 1    | 8  | 0  | 1  | 7  | 5  | 27 | −22 |

| 5 de septiembre de 2019 | Tailandia | 0:0                      | Vietnam | Estadio Thammasat, Pathum Thani                           |                                                           |
| 19:00 (UTC+7)           |           | AFC Reporte FIFA Reporte |         | Asistencia: 19 011 espectadores Árbitro(s): Saoud Al-Adba | Asistencia: 19 011 espectadores Árbitro(s): Saoud Al-Adba |

| 5 de septiembre de 2019 | Indonesia     | 2:3 (2:1)                | Malasia                         | Estadio Bung Karno, Yakarta                              |                                                          |
| 19:30 (UTC+7)           | Beto 11', 38' | AFC Reporte FIFA Reporte | Sumareh 36', 90+6' · Syafiq 65' | Asistencia: 54 659 espectadores Árbitro(s): Ko Hyung-jin | Asistencia: 54 659 espectadores Árbitro(s): Ko Hyung-jin |

| 10 de septiembre de 2019 | Indonesia | 0:3 (0:0)                | Tailandia                                 | Estadio Bung Karno, Yakarta                         |                                                     |
| 19:30 (UTC+7)            |           | AFC Reporte FIFA Reporte | Supachok 55', 71' · Theerathon 65' (pen.) | Asistencia: 11 619 espectadores Árbitro(s): Ma Ning | Asistencia: 11 619 espectadores Árbitro(s): Ma Ning |

| 10 de septiembre de 2019 | Malasia   | 1:2 (1:1)                | Emiratos Árabes Unidos | Estadio Nacional, Kuala Lumpur                              |                                                             |
| 20:45 (UTC+8)            | Syafiq 1' | AFC Reporte FIFA Reporte | Mabkhout 43', 75'      | Asistencia: 43 200 espectadores Árbitro(s): Hiroyuki Kimura | Asistencia: 43 200 espectadores Árbitro(s): Hiroyuki Kimura |

| 10 de octubre de 2019 | Vietnam              | 1:0 (1:0)                | Malasia | Estadio Nacional, Hanói                                       |                                                               |
| 20:00 (UTC+7)         | Nguyễn Quang Hải 40' | AFC Reporte FIFA Reporte |         | Asistencia: 38 256 espectadores Árbitro(s): Mooud Bonyadifard | Asistencia: 38 256 espectadores Árbitro(s): Mooud Bonyadifard |

| 10 de octubre de 2019 | Emiratos Árabes Unidos                                    | 5:0 (1:0)                | Indonesia | Estadio Al-Maktoum, Dubái                                 |                                                           |
| 20:00 (UTC+4)         | Ibrahim 40' · Mabkhout 51', 63' (pen.), 72' · Ahmed 90+3' | AFC Reporte FIFA Reporte |           | Asistencia: 6678 espectadores Árbitro(s): Adham Makhadmeh | Asistencia: 6678 espectadores Árbitro(s): Adham Makhadmeh |

| 15 de octubre de 2019 | Indonesia   | 1:3 (0:1)                | Vietnam                                                          | Estadio Kapten I Wayan Dipta, Gianyar                       |                                                             |
| 19:30 (UTC+8)         | Bachdim 84' | AFC Reporte FIFA Reporte | Đỗ Duy Mạnh 26' · Quế Ngọc Hải 55' (pen.) · Nguyễn Tiến Linh 61' | Asistencia: 8237 espectadores Árbitro(s): Turki Al-Khudhayr | Asistencia: 8237 espectadores Árbitro(s): Turki Al-Khudhayr |

| 15 de octubre de 2019 | Tailandia                 | 2:1 (1:1)                | Emiratos Árabes Unidos | Estadio Thammasat, Pathum Thani                                    |                                                                    |
| 19:00 (UTC+7)         | Teerasil 26' · Ekanit 51' | AFC Reporte FIFA Reporte | Mabkhout 45+2'         | Asistencia: 16 057 espectadores Árbitro(s): Hettikamkanamge Perera | Asistencia: 16 057 espectadores Árbitro(s): Hettikamkanamge Perera |

| 14 de noviembre de 2019 | Malasia               | 2:1 (1:1)                | Tailandia    | Estadio Nacional, Kuala Lumpur                        |                                                       |
| 20:45 (UTC+8)           | Gan 26' · Sumareh 57' | AFC Reporte FIFA Reporte | Chanathip 7' | Asistencia: 39 363 espectadores Árbitro(s): Ali Sabah | Asistencia: 39 363 espectadores Árbitro(s): Ali Sabah |

| 14 de noviembre de 2019 | Vietnam              | 1:0 (1:0)                | Emiratos Árabes Unidos | Estadio Nacional, Hanói                                 |                                                         |
| 20:00 (UTC+7)           | Nguyễn Tiến Linh 44' | AFC Reporte FIFA Reporte |                        | Asistencia: 37 879 espectadores Árbitro(s): Jumpei Iida | Asistencia: 37 879 espectadores Árbitro(s): Jumpei Iida |

| 19 de noviembre de 2019 | Malasia         | 2:0 (1:0)                | Indonesia | Estadio Nacional, Kuala Lumpur                              |                                                             |
| 20:45 (UTC+8)           | Safawi 30', 73' | AFC Reporte FIFA Reporte |           | Asistencia: 75 044 espectadores Árbitro(s): Alireza Faghani | Asistencia: 75 044 espectadores Árbitro(s): Alireza Faghani |

| 19 de noviembre de 2019 | Vietnam | 0:0                      | Tailandia | Estadio Nacional, Hanói                                  |                                                          |
| 20:00 (UTC+7)           |         | AFC Reporte FIFA Reporte |           | Asistencia: 40 000 espectadores Árbitro(s): Ahmed Al-Kaf | Asistencia: 40 000 espectadores Árbitro(s): Ahmed Al-Kaf |

| 3 de junio de 2021 | Tailandia                       | 2:2 (1:1)                | Indonesia             | Estadio Al-Maktoum, Dubái, Emiratos Árabes Unidos     |                                                       |
| 20:45 (UTC+4)      | Weerawatnodom 5' · Kraisorn 50' | AFC Reporte FIFA Reporte | Agung 39' · Dimas 60' | Asistencia: 0 espectadores Árbitro(s): Ammar Mahfoodh | Asistencia: 0 espectadores Árbitro(s): Ammar Mahfoodh |

| 3 de junio de 2021 | Emiratos Árabes Unidos                | 4:0 (1:0)                | Malasia | Estadio Zabeel, Dubái                                  |                                                        |
| 20:45 (UTC+4)      | Mabkhout 18', 90+1' · Lima 83', 90+3' | AFC Reporte FIFA Reporte |         | Asistencia: 1127 espectadores Árbitro(s): Kim Dae-yong | Asistencia: 1127 espectadores Árbitro(s): Kim Dae-yong |

| 7 de junio de 2021 | Emiratos Árabes Unidos            | 3:1 (2:0)                | Tailandia    | Estadio Zabeel, Dubái                               |                                                     |
| 20:45 (UTC+4)      | Caio 14' · Lima 33' · Jumaa 90+4' | AFC Reporte FIFA Reporte | Suphanat 54' | Asistencia: 980 espectadores Árbitro(s): Ryuji Sato | Asistencia: 980 espectadores Árbitro(s): Ryuji Sato |

| 7 de junio de 2021 | Vietnam                                                                                 | 4:0 (0:0)                | Indonesia | Estadio Al-Maktoum, Dubái, Emiratos Árabes Unidos     |                                                       |
| 20:45 (UTC+4)      | Nguyễn Tiến Linh 51' · Nguyễn Quang Hải 62' · Nguyễn Công Phượng 67' · Vũ Văn Thanh 74' | AFC Reporte FIFA Reporte |           | Asistencia: 225 espectadores Árbitro(s): Ahmad Al-Ali | Asistencia: 225 espectadores Árbitro(s): Ahmad Al-Ali |

| 11 de junio de 2021 | Indonesia | 0:5 (0:2)                | Emiratos Árabes Unidos                                   | Estadio Zabeel, Dubái, Emiratos Árabes Unidos              |                                                            |
| 20:45 (UTC+4)       |           | AFC Reporte FIFA Reporte | Mabkhout 22', 49' (pen.) · Lima 28', 55' · Tagliabúe 86' | Asistencia: 963 espectadores Árbitro(s): Mohammed Al-Hoish | Asistencia: 963 espectadores Árbitro(s): Mohammed Al-Hoish |

| 11 de junio de 2021 | Malasia              | 1:2 (0:1)                | Vietnam                                        | Estadio Al-Maktoum, Dubái, Emiratos Árabes Unidos   |                                                     |
| 20:45 (UTC+4)       | Guilherme 72' (pen.) | AFC Reporte FIFA Reporte | Nguyễn Tiến Linh 27' · Quế Ngọc Hải 82' (pen.) | Asistencia: 335 espectadores Árbitro(s): Ryuji Sato | Asistencia: 335 espectadores Árbitro(s): Ryuji Sato |

| 15 de junio de 2021 | Emiratos Árabes Unidos                             | 3:2 (2:0)                | Vietnam                                      | Estadio Zabeel, Dubái                               |                                                     |
| 20:45 (UTC+4)       | Salmeen 32' · Mabkhout 40' (pen.) · Al Hammadi 50' | AFC Reporte FIFA Reporte | Nguyễn Tiến Linh 85' · Trần Minh Vương 90+3' | Asistencia: 1355 espectadores Árbitro(s): Ali Sabah | Asistencia: 1355 espectadores Árbitro(s): Ali Sabah |

| 15 de junio de 2021 | Tailandia | 0:1 (0:0)                | Malasia           | Estadio Al-Maktoum, Dubái, Emiratos Árabes Unidos          |                                                            |
| 20:45 (UTC+4)       |           | AFC Reporte FIFA Reporte | Safawi 52' (pen.) | Asistencia: 142 espectadores Árbitro(s): Mohammed Al-Hoish | Asistencia: 142 espectadores Árbitro(s): Mohammed Al-Hoish |

### Grupo H
| Selección       | Pts.     | PJ       | PG       | PE       | PP       | GF       | GC       | Dif      |
| --------------- | -------- | -------- | -------- | -------- | -------- | -------- | -------- | -------- |
| Corea del Sur   | 16       | 6        | 5        | 1        | 0        | 22       | 1        | 21       |
| Líbano          | 10       | 6        | 3        | 1        | 2        | 11       | 8        | 3        |
| Turkmenistán    | 9        | 6        | 3        | 0        | 3        | 8        | 11       | −3       |
| Sri Lanka       | 0        | 6        | 0        | 0        | 6        | 2        | 23       | −21      |
| Corea del Norte | Retirado | Retirado | Retirado | Retirado | Retirado | Retirado | Retirado | Retirado |

| 5 de septiembre de 2019 | Corea del Norte      | Anulado 2:0 (1:0)        | Líbano | Estadio Kim Il-sung, Pionyang                               |                                                             |
| 17:30 (UTC+9)           | Jong Il-gwan 7', 56' | AFC Reporte FIFA Reporte |        | Asistencia: 40 000 espectadores Árbitro(s): Sherzod Kasimov | Asistencia: 40 000 espectadores Árbitro(s): Sherzod Kasimov |

| 5 de septiembre de 2019 | Sri Lanka | 0:2 (0:1)                | Turkmenistán                | Colombo Racecourse, Colombo                                 |                                                             |
| 19:30 (UTC+5:30)        |           | AFC Reporte FIFA Reporte | Orazsähedow 8' · Amanow 53' | Asistencia: 1120 espectadores Árbitro(s): Mohammed Al-Hoish | Asistencia: 1120 espectadores Árbitro(s): Mohammed Al-Hoish |

| 10 de septiembre de 2019 | Turkmenistán | 0:2 (0:1)                | Corea del Sur                       | Köpetdag Stadium, Asjabad                                    |                                                              |
| 19:00 (UTC+5)            |              | AFC Reporte FIFA Reporte | Na Sang-ho 13' · Jung Woo-young 82' | Asistencia: 26 000 espectadores Árbitro(s): Ammar Al-Jeneibi | Asistencia: 26 000 espectadores Árbitro(s): Ammar Al-Jeneibi |

| 10 de septiembre de 2019 | Sri Lanka | Anulado 0:1 (0:0)        | Corea del Norte   | Colombo Racecourse, Colombo                               |                                                           |
| 19:30 (UTC+5:30)         |           | AFC Reporte FIFA Reporte | Jang Kuk-chol 67' | Asistencia: 1258 espectadores Árbitro(s): Timur Faizullin | Asistencia: 1258 espectadores Árbitro(s): Timur Faizullin |

| 10 de octubre de 2019 | Corea del Sur                                                                                                 | 8:0 (5:0)                | Sri Lanka | Hwaseong Sports Town, Hwaseong                           |                                                          |
| 20:00 (UTC+9)         | Son Heung-min 10', 45+5' (pen.) · Kim Shin-wook 17', 30', 54', 64' · Hwang Hee-chan 20' · Kwon Chang-hoon 76' | AFC Reporte FIFA Reporte |           | Asistencia: 23 522 espectadores Árbitro(s): Hasan Akrami | Asistencia: 23 522 espectadores Árbitro(s): Hasan Akrami |

| 10 de octubre de 2019 | Líbano                  | 2:1 (1:0)                | Turkmenistán     | Estadio Camille Chamoun, Beirut                        |                                                        |
| 19:00 (UTC+3)         | El-Helwe 5' · Matar 64' | AFC Reporte FIFA Reporte | Annadurdyýew 62' | Asistencia: 7820 espectadores Árbitro(s): Takuto Okabe | Asistencia: 7820 espectadores Árbitro(s): Takuto Okabe |

| 15 de octubre de 2019 | Corea del Norte | Anulado 0:0              | Corea del Sur | Estadio Kim Il-sung, Pionyang                                  |                                                                |
| 17:30 (UTC+9)         |                 | AFC Reporte FIFA Reporte |               | Asistencia: 100 espectadores Árbitro(s): Abdulrahman Al-Jassim | Asistencia: 100 espectadores Árbitro(s): Abdulrahman Al-Jassim |

| 15 de octubre de 2019 | Sri Lanka | 0:3 (0:2)                | Líbano                                        | Colombo Racecourse, Colombo                              |                                                          |
| 19:30 (UTC+5:30)      |           | AFC Reporte FIFA Reporte | Maatouk 15' (pen.) · El-Helwe 38' (pen.), 81' | Asistencia: 1052 espectadores Árbitro(s): Ammar Mahfoodh | Asistencia: 1052 espectadores Árbitro(s): Ammar Mahfoodh |

| 14 de noviembre de 2019 | Turkmenistán                             | Anulado 3:1 (1:0)        | Corea del Norte      | Köpetdag Stadium, Asjabad                                    |                                                              |
| 16:00 (UTC+5)           | Titow 23' · Amanow 73' · Orazsähedow 88' | AFC Reporte FIFA Reporte | Han Kwang-song 90+3' | Asistencia: 26 500 espectadores Árbitro(s): Sivakorn Pu-udom | Asistencia: 26 500 espectadores Árbitro(s): Sivakorn Pu-udom |

| 14 de noviembre de 2019 | Líbano | 0:0                      | Corea del Sur | Estadio Camille Chamoun, Beirut                        |                                                        |
| 15:00 (UTC+2)           |        | AFC Reporte FIFA Reporte |               | Asistencia: 170 espectadores Árbitro(s): Mohanad Qasim | Asistencia: 170 espectadores Árbitro(s): Mohanad Qasim |

| 19 de noviembre de 2019 | Turkmenistán                   | 2:0 (1:0)                | Sri Lanka | Köpetdag Stadium, Asjabad                                 |                                                           |
| 16:00 (UTC+5)           | Bäşimow 44' · Annadurdyýew 59' | AFC Reporte FIFA Reporte |           | Asistencia: 26 304 espectadores Árbitro(s): Saoud Al-Adba | Asistencia: 26 304 espectadores Árbitro(s): Saoud Al-Adba |

| 19 de noviembre de 2019 | Líbano | Anulado 0:0              | Corea del Norte | Estadio Camille Chamoun, Beirut |                               |
| 19:00 (UTC+2)           |        | AFC Reporte FIFA Reporte |                 | Árbitro(s): Yaqoob Abdul Baki   | Árbitro(s): Yaqoob Abdul Baki |

|  | Corea del Norte | Cancelado                | Sri Lanka |  |  |
|  |                 | AFC Reporte FIFA Reporte |           |  |  |

| 5 de junio de 2021 | Corea del Sur                                                                      | 5:0 (2:0)                | Turkmenistán | Estadio de Goyang, Goyang                                   |                                                             |
| 20:00 (UTC+9)      | Hwang Ui-jo 9', 72' · Nam Tae-hee 45+2' · Kim Young-gwon 56' · Kwon Chang-hoon 62' | AFC Reporte FIFA Reporte |              | Asistencia: 3932 espectadores Árbitro(s): Turki Al-Khudhayr | Asistencia: 3932 espectadores Árbitro(s): Turki Al-Khudhayr |

|  | Corea del Sur | Cancelado                | Corea del Norte |  |  |
|  |               | AFC Reporte FIFA Reporte |                 |  |  |

| 5 de junio de 2021 | Líbano                      | 3:2 (3:1)                | Sri Lanka              | Estadio de Goyang, Goyang, Corea del Sur                     |                                                              |
| 15:00 (UTC+9)      | Oumari 11', 44' · Kdouh 17' | AFC Reporte FIFA Reporte | Razeek 10', 61' (pen.) | Asistencia: 73 espectadores Árbitro(s): Ahmad Yacoub Ibrahim | Asistencia: 73 espectadores Árbitro(s): Ahmad Yacoub Ibrahim |

| 9 de junio de 2021 | Turkmenistán                                         | 3:2 (0:0)                | Líbano               | Estadio de Goyang, Goyang, Corea del Sur             |                                                      |
| 15:00 (UTC+9)      | Babajanow 59' · Annagulyýew 85' · Annadurdyýew 90+1' | AFC Reporte FIFA Reporte | Ataya 73' · Saad 75' | Asistencia: 52 espectadores Árbitro(s): Hanna Hattab | Asistencia: 52 espectadores Árbitro(s): Hanna Hattab |

| 9 de junio de 2021 | Sri Lanka | 0:5 (0:3)                | Corea del Sur                                                                                | Estadio de Goyang, Goyang, Corea del Sur              |                                                       |
| 20:00 (UTC+9)      |           | AFC Reporte FIFA Reporte | Kim Shin-wook 14', 42' (pen.) · Lee Dong-gyeong 22' · Hwang Hee-chan 53' · Jung Sang-bin 77' | Asistencia: 4008 espectadores Árbitro(s): Shen Yinhao | Asistencia: 4008 espectadores Árbitro(s): Shen Yinhao |

| 13 de junio de 2021 | Corea del Sur                               | 2:1 (0:1)                | Líbano   | Estadio de Goyang, Goyang                                 |                                                           |
| 15:00 (UTC+9)       | Song Min-kyu 51' · Son Heung-min 66' (pen.) | AFC Reporte FIFA Reporte | Saad 12' | Asistencia: 4061 espectadores Árbitro(s): Khamis Al-Marri | Asistencia: 4061 espectadores Árbitro(s): Khamis Al-Marri |

|  | Corea del Norte | Cancelado                | Turkmenistán |  |  |
|  |                 | AFC Reporte FIFA Reporte |              |  |  |

## Clasificación de los segundos y quintos lugares
El Grupo H contuvo solo cuatro equipos en comparación con cinco equipos en todos los demás grupos después de que Corea del Norte se retiró de la competencia. Por lo tanto, los resultados contra el equipo en quinto lugar no se tomaron en cuenta al determinar la clasificación de los equipos subcampeones. Para el caso de los quintos lugares no fue necesario eliminar dicho resultado debido a la composición de cuatro equipos del Grupo H.
Para definir a los cinco mejores segundos y los tres mejores quintos se elaboraron dos tablas, una con los segundos lugares de cada grupo y la otra con los quintos lugares, estos equipos son ordenados bajo los siguientes criterios:
- Puntos obtenidos.
- Mejor diferencia de goles.
- Mayor cantidad de goles marcados.
- Un partido definitorio entre los equipos en cuestión.

| Selección  | Gr. | Pts. | PJ | PG | PE | PP | GF | GC | Dif |
| ---------- | --- | ---- | -- | -- | -- | -- | -- | -- | --- |
| China      | A   | 13   | 6  | 4  | 1  | 1  | 16 | 3  | +13 |
| Omán       | E   | 12   | 6  | 4  | 0  | 2  | 9  | 5  | +4  |
| Irak       | C   | 11   | 6  | 3  | 2  | 1  | 6  | 3  | +3  |
| Vietnam    | G   | 11   | 6  | 3  | 2  | 1  | 6  | 4  | +2  |
| Líbano     | H   | 10   | 6  | 3  | 1  | 2  | 11 | 8  | +3  |
| Tayikistán | F   | 10   | 6  | 3  | 1  | 2  | 7  | 8  | −1  |
| Uzbekistán | D   | 9    | 6  | 3  | 0  | 3  | 12 | 9  | +3  |
| Kuwait     | B   | 8    | 6  | 2  | 2  | 2  | 8  | 6  | +2  |

| Selección    | Gr. | Pts. | PJ | PG | PE | PP | GF | GC | Dif |
| ------------ | --- | ---- | -- | -- | -- | -- | -- | -- | --- |
| Birmania     | F   | 6    | 8  | 2  | 0  | 6  | 6  | 35 | −29 |
| Yemen        | D   | 5    | 8  | 1  | 2  | 5  | 6  | 18 | −12 |
| Bangladés    | E   | 2    | 8  | 0  | 2  | 6  | 3  | 19 | −16 |
| Indonesia    | G   | 1    | 8  | 0  | 1  | 7  | 5  | 27 | −22 |
| Camboya      | C   | 1    | 8  | 0  | 1  | 7  | 2  | 44 | −42 |
| China Taipéi | B   | 0    | 8  | 0  | 0  | 8  | 4  | 34 | −30 |
| Guam         | A   | 0    | 8  | 0  | 0  | 8  | 2  | 32 | −30 |